# Eremaeus occidentalis
Eremaeus occidentalis är en kvalsterart som beskrevs av Valerie M. Behan-Pelletier 1993. Eremaeus occidentalis ingår i släktet Eremaeus och familjen Eremaeidae. Inga underarter finns listade i Catalogue of Life.